# Lalaua
Lalaua es una villa y también uno de los veintiún distritos que forman la provincia de Nampula en la zona septentrional de Mozambique, región fronteriza con las provincias de Cabo Delgado de Niassa y de Zambezia . Región ribereña del Océano Índico.
La sede de este distrito es la villa de Lalaua.

## Geografía
Situado en el extremo noroeste de la provincia, limita al norte con el río Lúrio, frontera con las provincias de Niassa, distrito de Nipepe; y de Cabo Delgado, distrito de Namuno; al sur con el distrito de Ribaué; al este con el río Mepuipi, frontera con el distrito de Mecuburi; al oeste con Malema; y al sudoeste con el río Ico, frontera con Ribaué.
Tiene una superficie de 4 651km² y según datos oficiales de 1997 una población de 55.912 habitantes, lo cual arroja una densidad de 12,8 habitantes/km². En 2005 cuenta con 67 196 habitantes.

## División administrativa
Este distrito, formado por cuatro localidades, se divide en dos puestos administrativos (posto administrativo), con la siguiente población censada en 2005:
- Lalaua, sede y 49 355 (Lurio).
- Meti, 17 841 (Naquessa 2).